# Tirca
Tirca ókori település Palesztina területén, Szamária városától kb. 14 km-re keletre. Napjainkban Tell el-Fára (Tel Fara, 32.287083, 35.337663) takarja a romjait a ciszjordániai 57-es út mellett. Régészeti feltárások 1940-1960 között folytak a francia Roland de Vaux vezetésével.
Ősi kánaánita alapítású város, kezdetei a kőrézkorig, városfalai a korai bronzkor idejéig nyúlnak vissza. Mint izraelita város, a Kr. e. 11. századtól a Kr. e. 9. századig virágzott, és az Izraeli Királyság fővárosa volt I. Jeroboám idejétől addig, míg Omri király meg nem alapította Szamáriát. A későbbiekben Tirca már csak egy vidéki jellegű város maradt egészen Kr. e. 722-ig, míg az asszírok el nem pusztították. Ezután már csak egy apró település létezett a helyén, majd a babiloni háborúk idején végleg elnéptelenedett.